# Dimani
Dimani est une commune de l'union des Comores située sur l'île de la Grande Comore, dans la préfecture de Dimani,avec une population plus de 17 OOO habitans .Depuis 2020, Monsieur Said Omar Said Djaffar est voté Maire . 